# Abel Pacheco

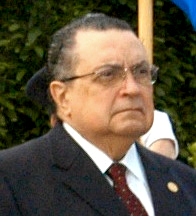
Abel Pacheco

Abel Pacheco de la Espriella (* 22. Dezember 1933 in San José) war von 2002 bis 2006 Präsident der Republik Costa Rica. Er ist Mitglied der Partei der christlich-sozialen Einheit (PUSC).
Im Hauptberuf war er vor seiner Präsidentschaft als Psychiater tätig. Sein Nachfolger im Amt des Staatspräsidenten war Óscar Arias Sánchez.

## Werke (Auswahl)
Pacheco ist der Autor einer Reihe von Büchern, darunter sowohl Belletristik als auch Sachbücher. Seine Werke wurden aufgrund der Bedeutung für das kulturelle Erbe Costa Ricas in mehr als 20 Sprachen übersetzt.
- Paso de tropa. Editorial Popol Vuh, 1969, OCLC 976896811 (spanisch, eingeschränkte Vorschau in der Google-Buchsuche).
- Una muchacha. Editorial Costa Rica, San José, Costa Rica 1978, OCLC 949574862 (spanisch).
- Comentarios. 1. Auflage. Lit. Tibás, San José, Costa Rica 1988, ISBN 9977-9927-3-8 (spanisch).
- Más abajo de la piel. LIL, San José 1993, ISBN 9977-47-174-6 (spanisch).
- Así me lo dijo el sol (= Colección Identidad cultural). Editorial de la Universidad de Costa Rica, San José, Costa Rica 2002, ISBN 9977-67-697-6 (spanisch).
- Todas las voces (= Colección Clave). Farben Grupo Editorial Norma, Heredia 2004, OCLC 948234251 (spanisch).